# Inter Miami CF
Inter Miami CF je američki nogometni klub iz Miamija. U sezoni 2020./21. su po prvi puta dobili priliku nastupati u najjačoj ligi u SAD-u, MLS-u. Svoje domaće utakmice igraju na stadionu Chase Stadium. Stadion se nalazi u Fort Lauderdaleu, Florida.

## Povijest
Klub je osnovan 28. siječnja 2018. godine, jedan od osnivača je bivši proslavljeni engleski nogometaš, David Beckham.
Veliku pažnju javnosti privukli su u ljetnom prijelaznom roku 2020. godine, kada su doveli dva vrhunska igrača Juventusa: Blaise Matuidija i Gonzalo Higuaína.

## Navijači
Klub ima tri službene grupe navijača, to su: The Siege, Southern Legion, i Vice City 1896.

## Poznati igrači
| - Gonzalo Higuaín - Lionel Messi - Kieran Gibbs - Blaise Matuidi - Jordi Alba - Sergio Busquets - Luis Suárez |

## Poznati treneri
| - Phil Neville - Diego Alonso - Javier Mascherano |

## Vanjske poveznice
- Službena stranica